# Parafia św. Wawrzyńca w Orzeszu
Parafia św. Wawrzyńca – rzymskokatolicka parafia znajdująca się w Orzeszu. Parafia należy do dekanatu Orzesze i archidiecezji katowickiej.

## Historia kościółka
Kościół św. Wawrzyńca został zbudowany na wzniesieniu zwanym Górką św. Wawrzyńca. Wokół kościoła rozciąga się cmentarz. Kościół powstał prawdopodobnie około 1590 roku jako fundacja ówczesnych właścicieli Orzesza, Wawrzyńca Tracha i jego żony Anny Marii z Frankenbergów. Świadczą o tym herby rodowe oraz inskrypcja, wyryta w piaskowcowej płycie. Do 1628 r. kościół był w rękach protestantów. W czasie wojny trzydziestoletniej uległ dewastacji. Po przejęciu przez katolików stał się kościołem filialnym parafii we Woszczycach. W 1696 roku proboszcz woszczycki ks. Mikołaj Wróblewski uzyskał w Kurii Biskupiej w Krakowie zezwolenie na odprawienie nabożeństw, a proboszcz Ignacy Drabik(1720-1745) zaprowadził zwyczaj odprawiania Mszy św. trzy razy w roku: w święto Nawiedzenia Najświętszej Maryi Panny, św. Wawrzyńca i św. Katarzyny. W 1725 roku zapisano w inwentarzu parafialnym, że w wiosce Orzesze znajduje się murowany kościółek z kryptą, w której grzebie się panów Orzesza. W ołtarzu głównym znajdował się wówczas obraz św. Katarzyny (świątynię mianowano wówczas kościołem św. Katarzyny), a w ołtarzach bocznych obrazy św. Wawrzyńca i Nawiedzenie NMP, które zachowały się do naszych czasów i znajdują się w kościele.
W 1852 roku na skutek uderzenia pioruna spłonęła wieżyczka i część dachu. W 1853 roku naprawiono dach oraz dokonano generalnego remontu całego kościoła. Zbudowana została nowa, wyższa wieża, a wewnątrz posadzkę ceglaną zastąpiono posadzką kamienną. W 1897 roku zainstalowano nowe, neogotyckie ołtarze i ambonę.
1 stycznia 1906 r. przy kościele powstała kuracja. Od 1 sierpnia 1912 do 1930 r. był kościołem parafialnym dla Orzesza. Z chwilą oddania do użytku w centrum Orzesza nowego kościoła pw. Nawiedzenia Najświętszej Maryi Panny, kościół św. Wawrzyńca stał się kościołem filialnym.
W latach 1945–46 odrestaurowano kościół po zniszczeniach wojennych, a w 1947 artysta malarz Felicjan Łatko z Orzesza wykonał w nim polichromię. Od chwili poświęcenia nowego kościoła nabożeństwa w kościele św. Wawrzyńca odbywały się przeważnie dwa razy w roku: w uroczystość odpustową ku czci św. Wawrzyńca i w Dzień Zaduszny. W 1967 r. przy kościele mianowano rektora.

## Historia parafii
Parafia św. Wawrzyńca została erygowana 3 maja 1980 r. Na początku liczyła niewiele ponad 1000 mieszkańców, z których ponad 900 to katolicy.

## Proboszczowie
- ks. Jan Gacka (1967–1969))
- ks. Jerzy Nyga (1969–1971)
- ks. Antoni Swadźba (1971–1976)
- ks. Henryk Głuch (1976–1981)
- ks. Eugeniusz Kuhnert (1981)
- ks. Jan Morcinek (1981–1982)
- ks. Eryk Jurecki (1982–1996)
- ks. Piotr Machoń (1996–2005)
- ks. Piotr Borkowy (2005–2017)
- ks. Aleksander Wojtala (od 2017)